# Šarif Šarifov
Šarif Naidgadžavovič Šarifov (* 11. listopadu 1988) je ruský zápasník–volnostylař avarské národnosti, olympijský vítěz z roku 2012, který od roku 2009 reprezentuje Ázerbájdžán.

## Sportovní kariéra
Je rodákem z dagestánské horské obce Gunuch v Čarodinském okrese. Zápasení se věnuje od útlého dětství po vzoru svého otce a strýců. Vyrůstal na kutaně Averjanovka (Аверьяновка) poblíž Kizljaru. Ve 14 letech si ho jako nadějného sportovce stáhnul trenér Anvar Magomedgadžijev na sportovní školu Gamida Gamidova v Machačkale. Během mistrovství Evropy juniorů v srbském Bělehradu v roce 2007 ho kontaktovali zástupci ázerbájdžánského sportu v čele s Dagestáncem Magomedchanem Aracilovem. Jejich lukrativní nabídku na reprezentaci přijal – měsíční plat 1500$ + bonusy za medaile. Musel však počkat dva roky, protože ruská strana s jeho přestupem nesouhlasila.
V ázerbándžánské mužské reprezentaci se pohyboval od roku 2008 ve váze do 84 kg. V roce 2011 se titulem mistra světa z Istanbulu kvalifikoval na olympijské hry v Londýně v roce 2012. V Londýně potvrdil roli favorita. V semifinále porazil 2:1 na sety nebezpečného Íránce Ehsána Lašgarího a ve finále nastoupil proti Jaime Espinalovi z Portorika. Jeho finálový soupeř patřil k velkým překvaním londýnského olympijského turnaje a jako předchozí soupeři ho nepodcenil. První set vyhrál vysoko 5:1 na technické body, když se ve druhé závěrečné minutě dostal přítrhem za soupeře a bodové skóre navýšil koršunem v parteru. Ve druhém setu se začátkem druhém minutu opět přítrhem dostal za soupeře a set nakonec vyhrál 2:0 na technické body. Vítězstvím 2:0 na sety získal zlatou olympijskou medaili.
Od roku 2013 přestoupil do vyšší váhy do 97 (96) kg, ve které se však v ázerbájdžánské reprezentaci neprosazoval na úkor Oseta Chetaga Gozjumova. Když už to vypadalo, že nebude obhajovat zlatou olympijskou medaili na olympijských hrách v Riu objevil se překvapivě v ázerbájdžánské olympijské nominaci na úkor Oseta Alexandra Gostijeva ve své původní váze do 86 (84) kg. Do Ria přijel výborně připravený. V semifinále sice nestačil na dagestánského fenoména Abdulrašida Sadulajeva, ale v souboji o třetí místo si zkušeně pohlídal Venezuelana Pedra Ceballose a vítězstvím 5:1 na technické body získal bronzovou olympijskou medaili.
Od roku 2018 nastupoval v nové neolympijské váhové kategorii do 92 kg. V září 2019 se však na mistrovství světa v zápasu v Nur-Sultanu (Astaně) vrátil do olympijské váhy do 97 a druhým místem vybojoval pro Ázerbájdžán účastnickou kvótu na olympijské hry v Tokiu. Jeho hlavním rivalem o účast na olympijských hrách je Dagestánec Nurmagomed Gadžijev a Oset Aslanbek Alborov.

## Výsledky
| Olympijské hry     |     | — |    |    |    | 1. |   |   |   | 3.  |   |     |    |  |  |  |  |  |  |  |  |  |
| Mistrovství světa  | —   |   | 3. | —  | 1. |    | — | — | — |     | — | úč. | 2. |  |  |  |  |  |  |  |  |  |
| Evropské hry       |     |   |    |    |    |    |   |   | — |     |   |     | —  |  |  |  |  |  |  |  |  |  |
| Mistrovství Evropy | —   | — | —  | 2. | 3. | —  | — | — | — | úč. | — | 2.  | 1. |  |  |  |  |  |  |  |  |  |
| MS juniorů         | —   | — |    |    |    |    |   |   |   |     |   |     |    |  |  |  |  |  |  |  |  |  |
| ME juniorů         | úč. | — |    |    |    |    |   |   |   |     |   |     |    |  |  |  |  |  |  |  |  |  |